# Monosexualitat
Un monosexual és algú que se sent sexualment atret només per un sexe (o gènere). El terme monosexualitat és un neologisme que designa l'orientació sexual corresponent. Un monosexual podria ser, per exemple, heterosexual o homosexual. L'antònim al terme monosexual és bisexual, ja que aquesta fa referència a l'atracció cap als dos sexes: home i dona (o cap als dos gèneres: masculí i femení).
El terme és bastant comú, utilitzat sobretot en els debats de la bisexualitat per denotar totes les persones que no siguin bisexuals/pansexuals (amb excepció dels asexuals, que no són sexualment atrets per cap gènere). És probable que hagi estat adoptat en lloc d'unisexuals ('d'un únic sexe'), que ja s'utilitza en la biologia i produiria confusió. Sovint és considerat despectiu per a la gent a què s'aplica, i no és d'ús comú com a autoetiqueta entre les persones heterosexuals ni homosexuals.
La proporció de persones que caben a la categoria depèn de com es fa servir la paraula. Si el terme s'utilitza per a referir-se exclusivament als monosexuals en el comportament, llavors, d'acord amb els estudis d'Alfred Kinsey, es podria aplicar al 67% dels homes i al 87-90% de les dones. Si el terme s'utilitza per a descriure la resposta emocional, la proporció és menor per als homes, el 58%.
Sigmund Freud pensava que ningú va néixer monosexual i que va haver de se-hir ensenyat pels pares o la societat. La majoria de les persones sembla creure que la majoria de la població és monosexual.